# گاربیچ
گاربیچ (به لهستانی:  Garbicz) یک روستا در لهستان است که در گمینا توژم واقع شده‌است.
 گاربیچ  ۳۱۲ نفر جمعیت دارد.